# Sábados de la bondad
Sábados de la bondad fue un programa de televisión de la Argentina, que se transmitía durante seis horas los sábados de tarde conducido por Héctor Coire desde su inicio en 1968. En 1971 se extendió a siete horas y la conducción fue asumida por Leonardo Simons. Ese año se suspendió la emisión del programa pero reapareció entre junio de 1984 y diciembre de 1988. Se trataba de un programa ómnibus diseñado para competir con Sábados Circulares de Mancera que se emitía en otro canal en el mismo horario. Su estructura consistía en que dos instituciones benéficas competían entre sí por un premio con el apoyo de artistas convocados en tanto al mismo tiempo recibían donaciones del público. 
El final del programa se debió a la crisis energética que en enero de 1989 obligó a reducir los horarios de programación televisiva. 

## Estructura del programa
El programa fue creado en 1968 por Alejandro Romay para su Canal 9 y en la conducción nombró a Héctor Coire, muy parecido en lo físico y en lo expansivo a su competidor de Sábados circulares, Nicolás Mancera. A los ingredientes tradicionales de los programas ómnibus, agregaba el elemento de la solidaridad, con gran participación del público donando dinero para instituciones de bien público, la vieja idea de recurrir a la movilización del público y de famosos con fines benéficos, utilizado en La campana de cristal. Dos instituciones benéficas competían entre sí con el apoyo de artistas convocados, para obtener puntos –denominados corazones- y ganar el premio de un millón de pesos en tanto a lo largo del programa se iban anunciando el nombre y monto de las donaciones que el público hacía para una u otra institución. Coire anunciaba la tanda publicitaria con una frase que se hizo conocida: “Un corazón y volvemos”. 
Algunas de las prendas y atracciones del programa eran Colosos de la lucha con la principal presencia de Alejandro Rodrigo, El juego de los matrimonios, ¿Te acordás, Mariano? (con Mariano Mores, Julián Centeya y artistas invitados), Descubra a la estrella, El casamentero, La llamada telefónica y La carta de la esperanza. Durante la segunda temporada estuvieron en algunas emisiones Joan Manuel Serrat, Mary Hopkin, Sandro, Rocío Jurado y Hervé Vilard. Al fin de ese año Romay declaraba que el programa había tenido un costo de 176 millones de pesos de los cuales solamente se había recuperado una cuarta parte con la facturación pero, afirmaba, en este tipo de programa solamente puede recuperarse la inversión a partir del segundo año.
Coire condujo el programa hasta 1970; en 1971 se extendió su duración a siete horas y compartió la conducción con Leonardo Simons. Al fin de ese año se suspendió la emisión del programa. 
- FICHA TÉCNICA: (PRIMERA ÉPOCA)
- Conducción: Héctor Coire
- Dirección Musical: Santos Lipesker
- Coreografía: Víctor Ferrari
- Escenografía: Rubén Greco, Martha Bugallo
- Producción: Martio Rouge, Luis Pico Estrada, Jorge Castro Volpe, Jorge Contreras, Alfredo Gago
- Asistentes de Producción: Horacio Larosa, Miguel A. Quinteros, E. Gúiraldes, Hugo Heguy, Oscar Caporale, Luis A. Catalán
- Asistentes de Dirección: Juan David Elizetche, Juan José Castro, Alejandro Faura, Gustavo González
- Dirección: José Manuel Durán

El programa reapareció en 1984 hasta 1988 en que fue la última temporada. Durante el primer ciclo de emisión hasta 1971 el programa de Canal 9 nunca había podido superar la audiencia de su competidor Sábados Circulares, pero al reaparecer en 1984 aquel ya no se transmitía y así podía, con hasta 20 puntos de audiencia, superar a su nuevo competidor –Badía y Compañía de Canal 13- que apenas podía llegar a la mitad de aquel.
- FICHA TÉCNICA: (SEGUNDA ÉPOCA)
- Conducción: Leonardo Simons, Adolfo Cassini, Alejandro Romay, Rubén Horacio Bayón, Pedro Dizán, Juan Carlos Amoroso, Oscar Lasalle, Roberto González Rivero
- Producción: Marcelo Serantoni, Roberto Fontana
- Equipo de Producción: Lidia Sánchez, Omar Nigro, José Soreira, Mariana Assadourián, Venus Contreras
- Supervisión General: Eddie Williams
- Asistente de Dirección: Luis Núñez, Víctor Hugo Iriarte, Eduardo Sandrini hijo
- Dirección: Eliso Nalli, Raúl Caserta